# Hein Heckroth
Hein Heckroth (Gießen, 14 de abril de 1901 — Amsterdã, 7 de julho de 1970) é um diretor de arte alemão. Venceu o Oscar de melhor direção de arte na edição de 1949 por The Red Shoes, ao lado de Arthur Lawson.